# Dimple Kapadia
Dimple Kapadia (in hindī डिम्पल कपाड़िया; Mumbai, 8 giugno 1957) è un'attrice indiana.

## Biografia
Dopo essere stata scoperta da Raj Kapoor all'età di quattordici anni, Dimple Kapadia fece il suo debutto cinematografica come protagonista di Bobby nel 1973, ottenendo vasti consensi di critica e pubblico e vincendo anche il Filmfare Award per la miglior attrice. Nello stesso anno si sposò con l'attore Rajesh Khanna e annunciò il ritiro dalla scene, per poi tornare a recitare al cinema nel 1984, due anni dopo la separazione da Khanna. Nonostante la separazione da Rajesh Khanna, avvenuta nel 1982, Dimple Kapadia non divorziò mai dal marito e il matrimonio terminò solo con la morte dell'uomo, risalente al 2012. La coppia ha avuto due figlie, le attrici Twinkle e Rinke Khanna. Sua sorella era la costumista Simple Kapadia, mentre suo genero è l'attore Akshay Kumar.
La Kapadia fece il suo ritorno sul grande schermo con il film Saagar e per la sua interpretazione vinse il suo secondo Filmfare Award per la miglior attrice. Dopo essersi affermata come una delle maggiori attrici nella Bollywood degli anni ottanta, Dimple Kapadia ha ottenuto apprezzamenti per le sue performance nei film Kaash (1987), Drishti (1990), Lekin... (1991) e Rudaali (1993), per cui vinse uno speciale Filmfare Award assegnato dalla critica. A Rudaali seguirono le fortunate interpretazioni in Gardish (1993) e Krantiveer (1994), per cui vinse il Filmfare Award alla migliore attrice non protagonista. L'attività cinematografica si è diradata dalla seconda metà degli anni novanta e da allora l'attrice ha tendenzialmente ricoperto soprattutto ruoli da non protagonista, come quelli nei film Dil Chahta Hai (2001), Leela (2002), Dabangg (2010) e Tenet (2020).

## Filmografia parziale
- Kaash, regia di Mahesh Bhatt (1987)
- Ram e Lakhan, regia di Subhash Ghai (1989)
- Gardish, regia di Priyadarshan (1993)
- Dil Chahta Hai (दिल चाहता), regia di Farhan Akhtar (2001)
- Dabangg (दबंग), regista Abhinav Kashyap (2010)
- Patiala House, regia di Nikhil Advani (2011)
- Tenet, regia di Christopher Nolan (2020)
- Brahmāstra: Part One - Shiva, regia di Ayan Mukerji (2022)
- Paṭhān, regia di Siddharth Anand (2023)

## Doppiatrici italiane
- Francesca Guadagno in Gardish
- Laura Boccanera in Tenet